# Чавањга
Чавањга (рус. Чаваньга) река је која протиче југоисточним делом Кољског полуострва на подручју Мурманске области Русије. Тече преко територије Терског рејона, а улива се у Бело море на његовој Терској обали.
Укупна дужина водотока је 52 километра, док је површина сливног подручја око 1.210 км².
Река Чавањга свој ток започиње као отока језера Доње Ондомозеро на надморској висини од 162 метра. У Бело море се улива код истоименог села са око стотињак становника. Протиче преко ниског и доста мочварног простора обраслог густим шумама. У њеном кориту се налазе бројни брзаци, а на око 17 километара узводно од ушћа на реци се налази трокаскадни водопад који се од 1986. налази на листи геолошких споменика природе Русије, и један је од 12 споменика природе Мурманске области. Укупна висина водопада је 9,5 метара. У горњем делу тока, почев од 12. километра од извора, протиче кроз кањон дубине до око 40 метара.
Река Чавањга је значајно мрестилиште атлантског лососа.